# Ángel José Macín
Ángel José Macín (ur. 18 marca 1967 w Malabrigo) – argentyński duchowny katolicki, biskup Reconquisty od 2013.

## Życiorys

### Prezbiterat
Święcenia kapłańskie otrzymał 9 lipca 1992. Inkardynowany do diecezji Reconquista, pracował głównie jako duszpasterz parafialny, był także m.in. wychowawcą w domu formacyjnym dla księży oraz wykładowcą diecezjalnego seminarium. W maju 2013 wybrany administratorem diecezji.

### Episkopat
12 października 2013 papież Franciszek mianował go biskupem diecezji Reconquista. Sakry udzielił mu 24 listopada 2013 metropolita Resistencii - arcybiskup Ramón Alfredo Dus.